# Ooctonus saintpierrei
Ooctonus saintpierrei är en stekelart som beskrevs av Girault 1913. Ooctonus saintpierrei ingår i släktet Ooctonus och familjen dvärgsteklar. Inga underarter finns listade i Catalogue of Life.